# LG Q6
LG Q6는 LG전자가 출시한 준 프리미엄 스마트폰이다. 2017년 7월 11일에 삼성 갤럭시 A 시리즈에 대응하는 LG LG Q 시리즈 소속으로 처음 공개되었으며, LG G6 ThinQ의 특징을 계승한 중급기 포지션의 스마트폰이다. 2017년 8월, 대한민국 시장을 시작으로 전세계에 출시되었다.

## 운영 체제

### 안드로이드 7.0 누가
LG Q6는 안드로이드 7.1.1 누가를 탑재하여 출시했다.

### 안드로이드 8.0 오레오
2018년 7월 6일, 안드로이드 8.0 오레오 업그레이드가 진행됐다. DTS:X 입체 음향 기능을 지원하게 되었다.

## 기능

### 디스플레이

#### 18:9 풀비전 디스플레이
LG Q6는 기존의 16:9 화면비보다 더 넓은 화면을 가진 18:9 화면비의 풀비전 디스플레이 (FullVision Display)를 탑재했다. LG G6 ThinQ보다는 작은 5.5인치 디스플레이를 구현했다.

### 카메라

#### 전면 광각 카메라
기존의 화각보다 더 넓은 화면을 담을 수 있는 전면 100도 광각 카메라가 탑재되었다. LG전자 측에서는 셀카봉 없이도 더 넓은 화면을 촬영할 수 있다고 한다.

#### 스퀘어 카메라
LG Q6의 18:9 풀비전 디스플레이를 활용한 촬영 모드이다. 같은 크기의 2개의 정사각형으로 위 아래 화면을 나누어 촬영할 수 있다. 스퀘어 모드에서는 4가지 촬영 방식이 있다. 사진 촬영 도중에 결과물을 확인할 수 있는 스냅 샷 (Snap Shot), 4번의 영상이나 사진을 하나의 결과물로 촬영할 수 있는 그리드 샷 (Grid Shot), 미리 설정한 가이드 이미지를 투명하게 겹쳐서 원하는 구도와 포즈를 취할 수 있는 가이드 샷 (Guide Shot), 두 장의 사진을 하나로 합칠 수 있는 매치 샷 (Match Shot)이 있다.

### 오디오

#### DTS:X 입체 음향
LG전자는 오디오 전문 기업인 엑스페리와의 독점 파트너쉽을 통해 영화, 음악 등을 감상할 때 더 생생한 소리를 들을 수 있는 DTS:X 3D 입체 음향 기능을 지원한다. 와이드, 왼쪽, 오른쪽 총 3가지의 모드로 설정할 수 있으며 이어폰을 끼면 최대 7.1 채널의 입체 음향을 들을 수 있다. 이어폰을 끼지 않고 스피커로 소리를 들을 때에도 3D 입체 음향을 느낄 수 있다. 전용 콘텐츠뿐만 아니라 기본 음악 앱이나 비디오 앱 이외에도 어떤 콘텐츠의 종류에 상관없이 입체 음향 설정을 적용할 수 있다. LG Q6의 오레오 업그레이드가 진행됨에 따라 DTS:X 입체 음향 기능이 추가되었다.

### 멀티태스킹

#### 구글 어시스턴트
LG전자는 자사의 음성인식 인공지능 서비스인 Q보이스를 대신하여, 구글과의 협력을 통해 구글 사의 인공지능인 구글 어시스턴트의 한국어 서비스를 지원한다. 구글 나우를 대신하는 구글 어시스턴트는 대화를 기반으로 맥락을 이해해 정보를 찾아주거나 명령을 실행한다. LG V30 출시 이후 순차적으로 한국어 서비스가 업데이트되었다.

### 기타
내장형 3000mah 배터리가 탑재되었다. 미군에서 진행하는 내구성 테스트인 MIL-STD 810G 통과 인증을 받았다. (밀스펙) 본체의 측면과 디스플레이에 라운드 디자인을 적용해 내구성을 높였다. FM 라디오가 내장되어 있다.

#### 생체인식
LG Q6는 패턴, 노크온 기능과 얼굴인식 기능을 탑재했다. 다만 LG전자 측에서는 보안이 취약할 수 있기 때문에 패턴, 노크온을 사용하길 권장했으며, 지문인식을 지원하지 않는다.

## 색상
- 아이스 플레티넘
- 아스트로 블랙
- 미스틱 화이트
- 모로칸 블루
- 라벤더 바이올렛

## 변형 기종
- LG Q6+: 기존의 Q6보다 메모리 용량이 4GB로 저장공간이 64GB로 늘어난 모델이다. 전용 색상으로 테라 골드와 마린 블루가 적용되었다.

## 경쟁 기종
- 삼성 갤럭시 A5 (2017)

## 같이 보기
- LG G6
- LG Q7
- LG Q8